# Åsmundgårdstjärnen
Åsmundgårdstjärnen är en sjö i Östersunds kommun i Jämtland och ingår i Indalsälvens huvudavrinningsområde. Sjön har en area på 0,0861 kvadratkilometer och ligger 292 meter över havet. Sjön avvattnas av vattendraget Halån.

## Delavrinningsområde
Åsmundgårdstjärnen ingår i det delavrinningsområde (701868-144781) som SMHI kallar för Ovan 702041-144453. Medelhöjden är 343 meter över havet och ytan är 19,02 kvadratkilometer. Räknas de 2 avrinningsområdena uppströms in blir den ackumulerade arean 30,49 kvadratkilometer. Halån som avvattnar avrinningsområdet har biflödesordning 2, vilket innebär att vattnet flödar genom totalt 2 vattendrag innan det når havet efter 206 kilometer. Avrinningsområdet består mestadels av skog (71 procent) och sankmarker (12 procent). Avrinningsområdet har 0,09 kvadratkilometer vattenytor vilket ger det en sjöprocent på 0,5 procent.